# John le Carré
John le Carré, pseudonimo di David John Moore Cornwell (Poole, 19 ottobre 1931 – Truro, 12 dicembre 2020), è stato uno scrittore britannico naturalizzato irlandese.
Autore di molti fra i più venduti romanzi di spionaggio, è stato un agente segreto del Secret Intelligence Service.

## Biografia
Figlio di Ronald Thomas Archibald Cornwell (Ronnie) (1906-1975) e di Olive "Gassy" Cornwell, le Carré nasce nel 1931 a Poole, cittadina del Dorset. Nel 1948 si iscrive all'Università di Berna, attratto dal fascino delle lingue straniere, per poi abbandonarla e tornare a Oxford, presso il Lincoln College, dove nel 1956 si laurea in letteratura tedesca. Docente al prestigioso Eton College nei due anni successivi, nel 1959 diventa funzionario del Foreign Office, il Ministero degli esteri britannico. Inizialmente riceve la carica di secondo segretario presso l'ambasciata del Regno Unito a Bonn e successivamente viene trasferito al consolato di Amburgo, come consigliere politico.
In questo periodo viene reclutato dall'MI6.
Il suo primo romanzo, Chiamata per il morto, è stato scritto nel 1961, quando ancora era un membro del servizio. La carriera di Le Carré alle dipendenze del Secret Intelligence Service fu interrotta da Kim Philby, un agente doppiogiochista al servizio del KGB, che fece saltare la copertura a molti agenti britannici. Qualche anno più tardi, le Carré descrive ed analizza con attenzione la vicenda di Philby ne La talpa, romanzo centrale nelle opere di le Carré, nel quale il protagonista George Smiley dà la caccia all'infiltrato Gerald.
Nel 1954 sposa Alison Ann Veronica Sharp, dalla quale divorzia nel 1971. Insieme hanno tre figli: Simon, Stephen e Timothy. Nel 1972 si risposa con Valerie Jane Eustace, una redattrice editoriale, da cui ha un figlio, Nicholas.

### Carriera letteraria

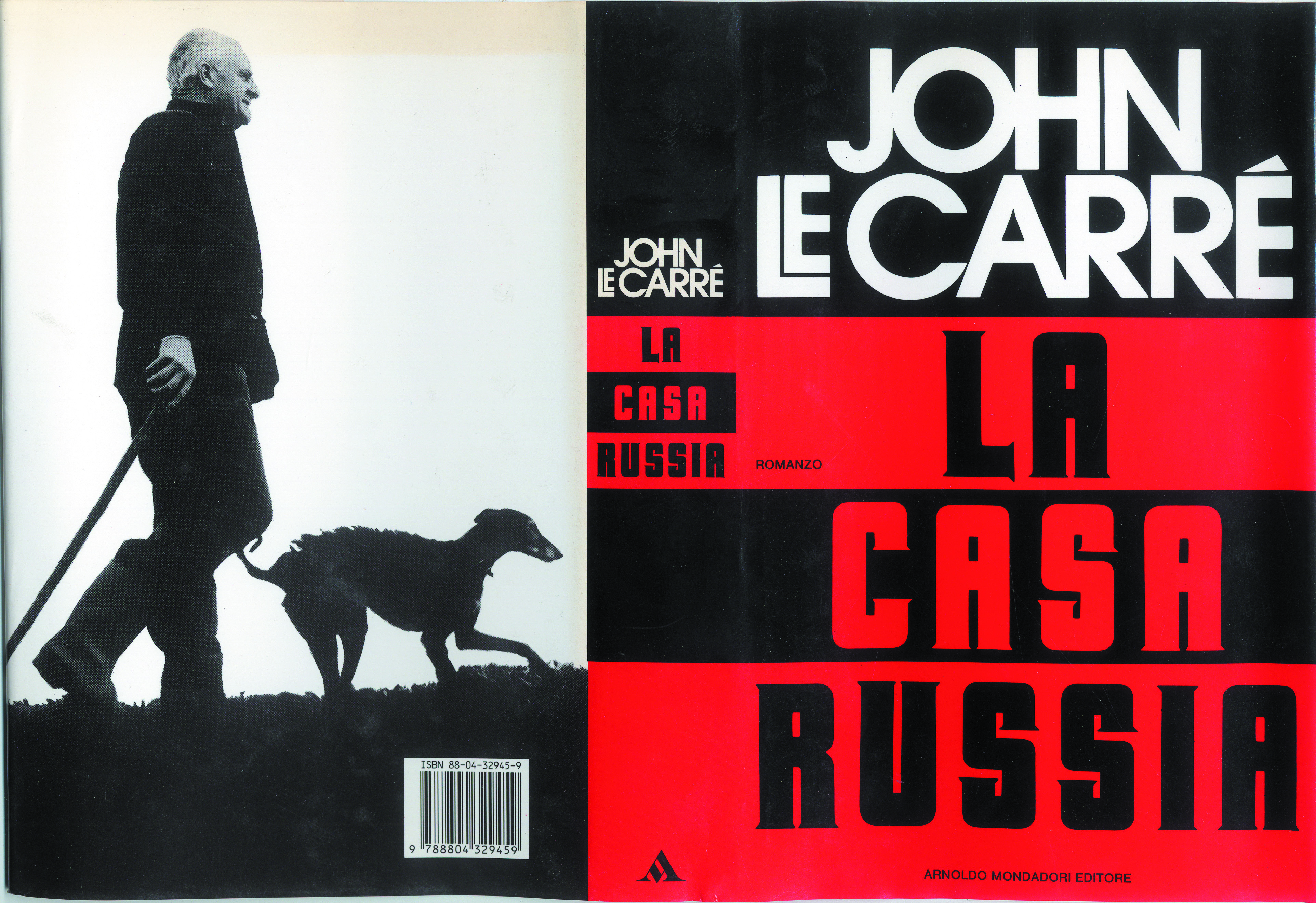
Copertina dell'edizione italiana del romanzo di John Le Carré La casa Russia, Mondadori, 1989.

Quasi tutti i romanzi di Le Carré appartengono ai filoni dello spionaggio e del thriller, con una particolare attenzione ai blocchi contrapposti durante la guerra fredda. Una notevole eccezione è "Un ingenuo e sentimentale amante", nel quale l'autore fa trasparire alcuni elementi autobiografici, poiché il rapporto tra i protagonisti James e Susan Kennaway, è ispirato al primo matrimonio di Le Carré.
Il lavoro di Le Carré è per molti versi una risposta critica e ragionata al sensazionalismo che contraddistingue il più celebre esponente letterario del genere: James Bond. I suoi protagonisti sono tridimensionali e l'interazione con il mondo che li circonda è complessivamente più realistica e meno "glamour". George Smiley, uno degli agenti segreti più amati dai lettori di tutto il mondo, nasce nel 1961 con il primo romanzo "Chiamata per il morto".
La consacrazione definitiva arriva nel 1963 con la pubblicazione de La spia che venne dal freddo. Nei romanzi di Le Carré spesso risalta la fallibilità dei sistemi di spionaggio occidentali, con la considerazione implicita che Patto di Varsavia e NATO sono sostanzialmente i due lati della stessa moneta, in cui i protagonisti sembrano votati allo spionaggio più che all'ideologia che dovrebbero difendere.
I romanzi successivi, in quello che si potrebbe definire il ciclo di Smiley, La talpa, L'onorevole scolaro, Tutti gli uomini di Smiley, consacrano Le Carré come uno dei massimi esponenti della narrativa di spionaggio. Le sue opere, via via arricchite da uno stile più maturo, da una ironia sottile, e da una costante attenzione alla complessità dei risvolti storici e politici, oltre che esistenziali e persino filosofici delle vicende narrate, tendono ad andare oltre i puri e semplici meccanismi narrativi dello spionaggio classico, per collocarsi su un livello certamente più alto rispetto al ristretto ambito della letteratura di genere spionistico.
La fine improvvisa della guerra fredda con il crollo del Patto di Varsavia, mette in crisi tutto il genere, non risparmiando neppure l'autore inglese, che sembra incapace di trovare una nuova vena creativa. Tuttavia, con Il sarto di Panama (1996) e Il giardiniere tenace (2001) dove si ispira ad una vicenda realmente accaduta, ritorna al successo, adattando lo spionaggio a nuove necessità, comiche nel primo titolo dichiaratamente ispirato a Graham Greene e al suo Il nostro agente all'Avana, sociali nel secondo in cui attacca lo strapotere delle multinazionali farmaceutiche e denuncia la tragica situazione africana.

### Cittadinanza irlandese e morte
In polemica con l'uscita del Regno Unito dall'Unione europea, ha chiesto la cittadinanza irlandese che ha ottenuto poco prima della sua morte.

## Critica
(Misha Glenny, in The Globe and Mail, 22 ottobre 2010, tradotto in Internazionale, 12 novembre 2010.)

## Opere

### Romanzi
- Call for the Dead, in The Television Playwright. Ten Plays for Television, London, Michael Joseph, ©1960.
  - Chiamata per il morto, Milano, Feltrinelli, 1965.
- A Murder of Quality, Boston, Hill & Company, 1961.
  - Un delitto di classe, Milano, Feltrinelli, 1964.
- The Spy Who Came In From the Cold, 1963. [Vincitore dell'Edgar Award 1965]
  - La spia che venne dal freddo, Milano, Longanesi, 1964.
- The Looking Glass War, 1965.
  - Lo specchio delle spie, Milano, Longanesi, 1965.
- A Small Town in Germany, 1968.
  - Quel tanto fedele mister Harting, trad. Bruno Oddera, Milano, Longanesi, 1968; poi Una piccola città in Germania, Milano, A. Mondadori, 1995.
- End of the Line, 1970.
  - Fine della corsa. Teledramma, Milano, A. Mondadori, 1986.
- The Naive and Sentimental Lover, 1971.
  - Un ingenuo e sentimentale amante, trad. di Francesco Saba Sardi, Milano, Rizzoli, 1972; poi Ingenuo e sentimentale amante, Milano, A. Mondadori, 1994.
- Tinker Tailor Soldier Spy, 1974.
  - La talpa, Milano, Rizzoli, 1975.
- The Honourable Schoolboy, 1977.
  - L'onorevole scolaro, Milano, Rizzoli, 1978.
- Smiley's People, 1980.
  - Tutti gli uomini di Smiley, Milano, Rizzoli, 1980.
- The Little Drummer Girl, 1983. [finalista dell'Edgar Award 1984]
  - La tamburina, Milano, A. Mondadori, 1983.
- A Perfect Spy, 1986.
  - La spia perfetta, Milano, A. Mondadori, 1986.
- The Russia House, 1989.
  - La casa Russia, Milano, A. Mondadori, 1989, ISBN 88-04-32945-9.
- The Secret Pilgrim, London, Hodder and Stoughton, 1991.
  - Il visitatore segreto, Milano, A. Mondadori, 1991, ISBN 88-04-34959-X.
- The Unbearable Peace, 1991.
  - La pace insopportabile, Milano, A. Mondadori, 1992, ISBN 88-04-35826-2.
- The Night Manager, New York, Alfred A. Knopf, 1993.
  - Il direttore di notte, Milano, A. Mondadori, 1994, ISBN 88-04-37884-0.
- Our Game, 1995.
  - La passione del suo tempo, Milano, A. Mondadori, 1995, ISBN 88-04-40196-6.
- The Tailor of Panama, 1996.
  - Il sarto di Panama, Milano, Feltrinelli, 1997, ISBN 88-07-01519-6.
- Single & Single, London, Hodder & Stoughton, 1999.
  - Single & Single, Milano, Feltrinelli, 1999. ISBN 88-07-01558-7.
- The Constant Gardener, 2001.
  - Il giardiniere tenace, Milano, Mondadori, 2001, ISBN 88-04-49346-1.
- Absolute Friends, 2003.
  - Amici assoluti, Milano, Mondadori, 2003, ISBN 88-04-52633-5.
- The Mission Song, 2006.
  - Il canto della missione, Milano, Mondadori, 2007, ISBN 978-88-04-56781-3.
- A Most Wanted Man, 2008.
  - Yssa il buono, Milano, Mondadori, 2008, ISBN 978-88-04-58278-6.
- Our Kind of Traitor, 2010.
  - Il nostro traditore tipo, Milano, Mondadori, 2010, ISBN 978-88-04-60318-4.
- A Delicate Truth, 2013.
  - Una verità delicata, Milano, Mondadori, 2013, ISBN 978-88-04-63053-1.
- A Legacy of Spies, 2017.
  - Un passato da spia, Milano, Mondadori, 2018, ISBN 978-88-04-68560-9.
- Agent Running in the Field, 2019.
  - La spia corre sul campo, Milano, Mondadori, 2019, ISBN 978-88-04-71698-3.
- Silverview, 2021.
  - L'ultimo segreto, Milano, Mondadori, 2022, ISBN 978-88-04-74624-9.

### Saggistica
- The Good Soldier (1991), in Granta n.35: The Unbearable Peace.
- The United States Has Gone Mad (2003), in Not One More Death (2006), ISBN 1-844-67116-X.
- Afterword (2014), saggio su Kim Philby, in A Spy Among Friends di Ben Macintyre.
- The Pigeon Tunnel: Stories from My Life, 2016.
  -  Tiro al piccione, Milano, Mondadori, 2016, ISBN 978-88-04-66508-3. [autobiografia]
- A Private Spy: The Letters of John le Carré 1945-2020, 2022.
  -  Vita privata di una spia. Le lettere di John le Carré (1945-2000), traduzione di Sara Crimi e Laura Tasso, a cura di Tim Cornwell, Collana Omnibus, Milano, Mondadori, 2023, ISBN 978-88-047-6899-9.

## Premi e riconoscimenti
- Nel 1963 vince il premio Gold Dagger con il romanzo The Spy Who Came in from the Cold[4].
- Nel 1965 vince il premio Edgar Award con il romanzo The Spy Who Came in from the Cold[5][6].
- Nel 1977 vince il premio Gold Dagger[4] e il James Tait Black Memorial Prize con il romanzo The Honourable Schoolboy[7].
- Nel 1984 vince il premio Mystery Writers of America[8].
- Nel 1986 vince il premio Martin Beck Award con il romanzo A Perfect Spy.[9].
- Nel 1987 vince il premio Malaparte[10].
- Nel 1988 vince il premio Cartier Diamond Dagger[2].
- Nel 2001 vince il Premio Raymond Chandler[11].

## Cinema e televisione
Nel 1965 Martin Ritt dirige il primo adattamento cinematografico di un romanzo di John le Carré, La spia che venne dal freddo, nel quale Richard Burton interpreta il protagonista, Alec Leamas. Chiamata per il morto di Sidney Lumet è del 1966 e nel 1969, Frank Pierson dirige Lo specchio delle spie con Anthony Hopkins.
Due le trasposizioni televisive dei romanzi di Le Carré, entrambe britanniche: nel 1979 La talpa, con Alec Guinness nelle vesti di George Smiley, con un seguito in Tutti gli uomini di Smiley del 1982, ancora con Alec Guinness e l'attore tedesco Curd Jurgens.
Più di recente le trasposizioni cinematografiche dei romanzi di le Carré sono state altre sette: nel 1984 Diane Keaton interpreta La tamburina, diretto da George Roy Hill, e nel 1990 Sean Connery è il protagonista dell'adattamento di Fred Schepisi de La casa Russia, con Michelle Pfeiffer. Nel 2001, l'allora James Bond in carica, Pierce Brosnan, è l'interprete principale ne Il sarto di Panama, dove compaiono anche Jamie Lee Curtis e Geoffrey Rush. Il 2005 è l'anno di The Constant Gardener - La cospirazione, pellicola tratta da Il giardiniere tenace e interpretata da Ralph Fiennes e Rachel Weisz, che per questo film riceve l'Oscar alla miglior attrice non protagonista. Nel 2011 Tomas Alfredson dirige La talpa, con Gary Oldman nel ruolo di George Smiley.
Nel gennaio del 2014 è stato presentato al Sundance Film Festival La spia - A Most Wanted Man, trasposizione cinematografia del romanzo Yssa il buono, per la regia di Anton Corbijn, con Philip Seymour Hoffman, Rachel McAdams, Robin Wright e Willem Dafoe. Nel 2016 viene trasmessa la trasposizione in telefilm a 6 puntate di The Night Manager, interpretato da Tom Hiddleston e Hugh Laurie, e nello stesso anno viene prodotto il film Il traditore tipo, con Ewan McGregor, tratto dal romanzo Il nostro traditore tipo.
Nell'autunno 2018 viene trasmessa sul canale britannico BBC la trasposizione in una miniserie di 6 puntate de La tamburina (The Little Drummer Girls), interpretata da Florence Pugh, Alexander Skarsgård e Michael Shannon, per la regia di Park Chan-wook.